# Schwebsange
Schwebsange är en ort i Luxemburg.   Den ligger i distriktet Grevenmacher, i den sydöstra delen av landet, 20 kilometer sydost om huvudstaden Luxemburg. Schwebsange ligger 148 meter över havet och antalet invånare är 307.
Terrängen runt Schwebsange är platt västerut, men österut är den kuperad. Schwebsange ligger nere i en dal.  Runt Schwebsange är det ganska glesbefolkat, med 30 invånare per kvadratkilometer.. Närmaste större samhälle är Luxemburg, 19,8 kilometer nordväst om Schwebsange. 
Trakten runt Schwebsange består till största delen av jordbruksmark.